# Adenomyose
Adenomyose is endometriose in glad spierweefsel. Bij endometriose komt weefsel dat lijkt op baarmoederslijmvlies voor buiten de baarmoeder. Als het endometrioseweefsel zich in de spierwand van de baarmoeder bevindt dan spreekt men van adenomyosis uteri of endometriosis interna. Ook in het septum rectovaginale kan adenomyose voorkomen. Bij adenomyose vind je bijna altijd spierweefsel in de biopten. Terwijl dit bij endometriose niet het geval is.